# God Save the Rave (singolo)
God Save The Rave è un singolo del gruppo musicale tedesco Scooter in collaborazione con il duo Harris & Ford, pubblicato il 31 maggio 2019. È il secondo singolo tratto dall'omonimo album God Save the Rave.

## Storia
Meno di un mese dopo l'uscita di Rave Teacher, sono emerse immagini di Harris & Ford nello studio di registrazione degli Scooter. Successivamente, Sebastian Schilde ha condiviso su Instagram un breve video senza audio in cui il gruppo ascoltava la nuova traccia appena completata. A metà maggio, l'hashtag #GSTR è apparso prima sui profili di Harris & Ford e poi sui membri degli Scooter. H.P. Baxxter ha postato foto di sé stesso in visita ai castelli più famosi del Regno Unito.
Il nuovo singolo è stato ufficialmente annunciato il 24 maggio, insieme alla copertina. Questa mostra tre altoparlanti davanti al Buckingham Palace con un cielo minaccioso e un guardiano in piedi accanto. Il brano cerca di catturare lo stile hands up dei primi anni 2000, simile a "Rave Teacher".
Curiosamente, il lato B del singolo è la traccia precedente Rave Teacher. La versione estesa è stata rilasciata tre settimane dopo, seguita dal videoclip due settimane più tardi. La Extended Version presenta differenze significative rispetto alla versione originale.

## Tracce
1. God Save The Rave – 3:12
2. Rave Teacher (Somebody Like Me) – 3:15

### Seconda edizione (21 giugno 2019)
1. God Save The Rave – 3:12
2. God Save The Rave (Extended) – 5:08

## Altre versioni
Il brano è presente anche nell'album dal vivo "I Want You To Stream" del 2020, con un'ultima strofa estesa di qualche secondo.

## Videoclip
Il videoclip è stato pubblicato due settimane dopo il singolo. Anche in questo video compare un'auto, con i membri degli Scooter e Harris & Ford che si recano a una stazione di servizio. H.P. Baxxter ordina una cena mentre gli altri si intrattengono alla stazione. I ballerini sono vestiti come le grandi spazzole di un autolavaggio.
Questo è il primo videoclip degli Scooter girato in formato 21:9.